# خيبر خيبر يا يهود
"خيبر خيبر يا يهود جيش محمد سوف يعود" هو شعار حاشد باللغة العربية يشير إلى غزوة خيبر عام 628 م، والتي بدأت بعد أن سار النبي محمد صلى الله عليه وسلم مع جيش مسلم كبير وحاصر خيبر، وهي واحة في المملكة العربية السعودية الحالية والتي كانت موطنًا لمجتمع يهودي بارز.
يتمّ ترديد هذا الشّعار في المقام الأول في المظاهرات العامة المناهضة لإسرائيل، على الرغم من أنه تمّ الاحتجاج به خلال الهجمات  الإسلامية أيضًا.
تم تصنيف الهتاف على أنه معاد للسامية من قبل محطة الأخبار الأمريكية بي بي إس والصحيفة الإسرائيلية تايمز أوف إسرائيل، ومن قبل مجموعة المناصرة البريطانية المسلمين ضد معاداة السامية ومجموعة المناصرة الأمريكية رابطة مكافحة التشهير.

## خلفية
وقد تمت صياغة هذا الشعار في أواخر الثمانينات خلال الانتفاضة الأولى على يد أحمد ياسين، مؤسس منظمة حماس الإسلامية الفلسطينية.

## انتشار

### الاحتجاجات المناهضة لإسرائيل
منذ ذلك الحين تم تبنّي هذا الشعار على نطاق أوسع من قبل الإسلاميين والنشطاء المناهضين لإسرائيل. وقد تمّ ترديدها في المظاهرات الإسلامية والمؤيّدة للفلسطينيين، بما في ذلك في القدس، السويد، إنجلترا، النمسا، بلجيكا، هولندا، وأستراليا. يتمّ استخدام الترنيمة بشكل متكرر خلال فترات العنف بين إسرائيل والفلسطينيين، كما هو الحال خلال الاشتباكات الإسرائيلية الفلسطينية عام 2021 والحرب الفلسطينية الإسرائيلية 2023.
وفي أوروبا، واجه أولئك الذين كانوا يهتفون به تهماً جنائية، بما في ذلك التحريض على الكراهية.
وتنحي شيماء الدلالي عن منصب رئيسة الاتحاد الوطني للطلبة عام 2022 بعد الجدل الدائر حول مزاعم معاداة السامية، بما في ذلك استخدامها السّابق لعبارة "خيبر خيبر يا يهود، جيش محمد سيوف يعود غزة".

## أنظر أيضا
- عولمة الانتفاضة
- من النهر إلى البحر